# Mark Cendrowski
Mark Cendrowski (Estados Unidos, 5 de agosto de 1959) é um cineasta norte-americano, conhecido pela direção da série The Big Bang Theory. Como reconhecimento, foi indicado ao Primetime Emmy Awards 2019.